# Donal
Donal ist ein irischer männlicher Vorname, die anglisierte Form des gälischen Domhnall (irisch auch Dónall, Dónal), entstanden aus den altkeltischen Bestandteilen dumno (Welt) und val (Herrschaft), mit der Bedeutung „Gebieter der Welt“. Eine weitere anglisierte Form des Namens ist Donald.

## Namensträger

### Form Donal / Dónal
- Donal Bradley (* 1962), britischer Physiker
- Donal Creed (1924–2017), irischer Politiker
- Donal Donnelly (1931–2010), britisch-irischer Schauspieler
- Donal Fox (* 1952), US-amerikanischer Pianist und Komponist
- Donal Herlihy (1908–1983), irischer römisch-katholischer Bischof
- Donal Lamont (1911–2003), irischer katholischer Missionsbischof
- Donal Logue (* 1966), kanadischer Schauspieler
- Dónal Lunny (* 1947), irischer Folkmusiker
- Donal Lyons (* 19**), irischer Kommunalpolitiker
- Donal McCann (1943–1999), irischer Schauspieler
- Donal McKeown (* 1950), irischer katholischer Weihbischof
- Donal McLaughlin (1907–2009), US-amerikanischer Architekt und Grafiker
- Donal Brendan Murray (1940–2024), irischer Geistlicher, Bischof von Limerick
- Donal O’Brien (1930–2018), irisch-französischer Schauspieler
- Donal Neil „Mike“ O’Callaghan (1929–2004), US-amerikanischer Politiker und Gouverneur des Bundesstaats Nevada.
- Donal O’Halloran (* um 1970), irischer Badmintonspieler
- Donal O’Shea (* 1952), kanadisch-US-amerikanischer Mathematiker
- Donal Ryan (* 1976 od. 1977), irischer Schriftsteller
- Donal Smith (1934–2023), neuseeländischer Mittelstreckenläufer
- Jimmy Donal Wales (* 1966), US-amerikanischer Internet-Unternehmer, Mitbegründer der Wikipedia

### Form Domhnall
- Domhnall Gleeson (* 1983), irischer Schauspieler
- Domhnall Ua Buachalla (1866–1963), irischer Politiker
- Dòmhnall Ruadh Chorùna (1887–1967), schottischer Kriegspoet
- Domhnall, 6. Earl of Mar († 1297), schottischer Adeliger, 6. Earl of Mar
- Domhnall, 8. Earl of Mar (1293–1332), schottischer Adeliger, 8. Earl of Mar